# Zingis radiolata
Zingis radiolata é uma espécie de gastrópode da família Helicarionidae.
É endémica do Quénia.
Está ameaçada por perda de habitat.